# Висконсин
Висконсин (енгл. Wisconsin), једна је од педесет америчких држава. Налази се на северу централног дела САД. Излази на обале два од укупно пет језера из групе Великих језера, и то на језеро Мичиген (Lake Michigan) и Горње језеро (Lake Superior), а граничи са четири америчке државе: Ајовом, Илиноисом, Минесотом и Мичигеном. Висконсин се простире на површини од 169.639 km², а по попису из 2008. има 5.627.967 становника. Главни град је Медисон, а највећи град Милвоки. Састоји се од 72 округа: Адамс, Ајова, Ајрон, Аутагами, Барон, Бафало, Бејфилд, Бернет, Браун, Вајлас, Вашингтон, Вернон, Винебејго, Вокеша, Волворт, Вопака, Вошара, Вошберн, Вуд, Грант, Грин, Грин Лејк, Даглас, Дан, Дејн, Дор, Доџ, Ешланд, Калјумет, Кеноша, Кивони, Кларк, Коламбија, Крофорд, Ла Крос, Ланглејд, Лафејет, Линколн, Манитовок, Маратон, Маринет, Маркет, Меномини, Милвоки, Монро, Озаки, О Клер, Оконто, Онајда, Пепин, Пирс, Полк, Портиџ, Прајс, Расин, Раск, Ричланд, Рок, Сент Крој, Сојер, Сок, Тејлор, Тремпело, Флоренс, Фон ду Лак, Форест, Чипева, Џексон, Џеферсон, Џуно, Шебојган, Шоно.

## Демографија
| 1900.     | 1910.     | 1920.     | 1930.     | 1940.     | 1950.     | 1960.     | 1970.     | 1980.     | 1990.     | 2000.     | 2010.     |
| --------- | --------- | --------- | --------- | --------- | --------- | --------- | --------- | --------- | --------- | --------- | --------- |
| 2.069.042 | 2.333.860 | 2.632.067 | 2.939.006 | 3.137.587 | 3.434.575 | 3.951.777 | 4.417.731 | 4.705.767 | 4.891.769 | 5.363.675 | 5.686.986 |

Према попису из 2002. године у Висконсину је живело 5.363.675 становника, од чега 6,4% млађих од 5 година, 25,5% је имало од 5 до 18 година, 55% становништва је имало између 18 и 65 година, а 13,1% је имало преко 65 година старости. Жена је било 50,6%, а мушкараца 49,4%.
Још од открића Висконсин је имао етнички хетерогено становништво. Први бели досељеници били су француски ловци на крзно, праћени рударима са енглеског полуострва Корнвол, који су населили југозападни део земље. У следећем таласу досељавају се „Јенкији“, америчко становништво са североистока САД. У раним годинама формирања Висконсина као државе, ови досељеници доминирали су у државној тешкој индустрији, финансијама, политици и образовању. Између 1850. и 1900. године у Висконсин пристиже велики број досељеника из Европе, посебно Немаца и Скандинаваца, од којих су најбројнији били Норвежани, као и мање групе Белгијанаца, Холанђана, Швајцараца, Финаца, Ираца, Пољака и осталих. У XX веку, нарочито у годинама после Другог светског рата значајна је миграција Мексиканаца и црнаца (Афро-Американаца) са југа, који су се углавном доселили у Милвоки. По завршетку вијетнамског рата, у Висконсин се досељавају и припадници народа Хмонг, сродни Кинезима.
По свом етничком пореклу, данас је у Висконсину највише Немаца, који представљају 42,6% становништва. Број становника немачког порекла је и много већи, али се овај проценат људи званично изјаснио о томе. На другом месту су Ирци - 10,9%, следе Пољаци - 9,3%, Норвежани - 8,5%, Енглези - 6,5%. Што се тиче расног опредељења највише је белаца - 91,52%, следе црнци - 6,15%, Азијци - 1,92%, Индијанци - 1,30% и народи Океаније - 0,08%. Латиноамериканци свих раса представљају 3,35% становништва.
По вероисповести највише је хришћана - 85%, осталих је 1%, а 14% становништва није религиозно. Од хришћанских деноминација најбројнији су протестанти - 55% и римокатолици - 29%, осталих је 1%.